# فرانك لوكهارت
فرانك لوكهارت (بالإنجليزية: Frank Lockhart) هو سائق سيارة سباق أمريكي، ولد في 8 أبريل 1903 في دايتون في الولايات المتحدة، وتوفي في 25 أبريل 1928 في دايتونا بيتش في الولايات المتحدة.

## روابط خارجية
- فرانك لوكهارت على موقع Racing-Reference.info (الإنجليزية)
- فرانك لوكهارت على موقع DriverDB.com (الإنجليزية)